# Robert Alloyer
Robert Pierre Alloyer, né le 28 septembre 1900 à Saint-Hilaire-Saint-Florent (Maine-et-Loire), et mort le 21 mai 1935 dans le 19e arrondissement de Paris, est un homme politique français, dirigeant du Parti communiste français.

## Biographie
(décembre 2016).
- 1919-1920 : typographe de formation, Robert Alloyer participe aux grandes grèves et mouvements sociaux de l'après-guerre.
- 1920-1922 : incorporé dans l'armée, il accomplit une partie de son service militaire au sein du corps d'occupation français en Rhénanie.
- 1922 : il s'installe à Paris et adhère au Parti communiste français (PCF).
- 1923 : il est arrêté lors d'une manifestation sur les grands boulevards, à Paris.
- 1924 : il est élève à l'École centrale du PCF à Bobigny. À la fin de l'année, il devient secrétaire régional de la 4e Entente des Jeunesses communistes. Il se marie à Paris.
- 1925 : il part pour Moscou, où il assume la fonction de représentant permanent de la Fédération française des jeunesse communistes auprès de l'Internationale communiste des jeunes (ICJ).
- 1926 : à son retour de retour de Moscou, le Congrès de Lille du PCF le promeut membre du Comité central.
- 1927-1928 : ses activités subversives lui valent d'être condamné par défaut à quatre reprises pour « propagande anarchiste » par les tribunaux à des peines variant de six mois à deux ans de prison. En avril 1928, il est, sans succès, candidat du PCF dans le 10e arrondissement de Paris. Arrêté à Bruxelles, puis expulsé du Luxembourg, il regagne Moscou, où il travaille pour l'Internationale communiste (IC).
- 1929 : il ne semble pas que le congrès de Saint-Denis du PCF l'ait reconduit au Comité central.
- 1930 : clandestin, il est dans le Nord de la France. En juillet, il est arrêté à Lille au cours d'une manifestation et à nouveau condamné par la justice.
- 1931 : de retour à Paris, il prend la direction de la section centrale d'organisation du PCF.
- 1932 : il est, à nouveau, candidat malheureux pour le PCF aux élections législatives, toujours dans le 10e arrondissement de Paris, quartier Saint-Vincent de Paul-Hôpital Saint-Louis. En mars, lors du congrès du PCF à la Bellevilloise, il retrouve son siège au sein du Comité central, en tant que suppléant. En mai, en qualité de secrétaire à l'organisation du Comité central, il présente un rapport devant l'IC. Il collabore également aux Cahiers du Bolchevisme.
- 1934 : le Comité central le désigne comme instructeur, chargé de suivre la cellule Renault du PCF.
- 1935 : il meurt d'un cancer foudroyant.

## Sources
- Dictionnaire biographique du mouvement ouvrier français, Les Éditions de l'Atelier, 1997.
- Nécrologie de Robert Alloyer en une du journal L'Humanité, 22 mai 1935 (en ligne).
- Archives départementales de Maine-et-Loire, registres matricules numérisés, classe 1920, bureau de Cholet ex-Tours, numéro matricule 173, vues 210-211.